# Agne Holmström
Olof Agne Laurentius (Agne) Holmström (Lund, 29 december 1893 – Stockholm, 22 oktober 1949) was een Zweedse sprinter. Hij nam eenmaal deel aan de Olympische Spelen en won bij die gelegenheid een bronzen medaille. Hij was ook een verdienstelijk hoogspringer, getuige zijn twee nationale titels bij het staand hoogspringen.

## Loopbaan
In 1915 won Holmström bij de Zweedse atletiekkampioenschappen een zilveren medaille op de 100 m. Zijn eerste nationale succes boekte hij in 1917 door bij de Zweedse kampioenschappen zowel de 100 als de 200 m te winnen. Met zijn club Fredrikshofs IF won hij de 4 x 100 m estafette en de 4 x 400 m estafette.
Holmström vertegenwoordigde zijn land bij de Olympische Zomerspelen 1920. Hij kwam uit op drie onderdelen, namelijk de 100 m, 200 m en 4 x 100 m estafette. Op de 100 m sneuvelde hij in de series. Op de 200 m overleefde hij weliswaar de series, maar sneuvelde hij in kwartfinale met een tijd van 23,5 s. Het beste verging het hem op het estafettenummer. De Zweedse ploeg bestond naast hem uit William Pettersson, Sven Malm en Nils Sandström. Met een tijd van 43,4 in de kwalificatieronde drongen ze door tot de finale. Daar veroverde de Zweedse ploeg met 42,8 een bronzen medaille en eindigde achter estafetteploegen uit de Verenigde Staten (goud; 42,2) en Frankrijk (zilver; 42,5).
In zijn actieve tijd was Holmström aangesloten bij Fredrikshofs IF en Örgryte IS.

## Titels
- Zweeds kampioen 100 m - 1917
- Zweeds kampioen 200 m - 1917
- Zweeds kampioen staand hoogspringen - 1916, 1917, 1918

## Persoonlijke records
| Onderdeel | Prestatie | Jaar |
| --------- | --------- | ---- |
| 100 m     | 10,7 s    | 1917 |
| 200 m     | 22,1 s    | 1920 |

## Palmares

### 100 m
- 1915:  Zweedse kamp. - onbekende tijd
- 1917:  Zweedse kamp. - 11,5 s
- 1918:  Zweedse kamp. - onbekende tijd
- 1919:  Zweedse kamp. - onbekende tijd
- 1920:  Zweedse kamp. - onbekende tijd
- 1920: 3e in serie OS - onbekende tijd

### 200 m
- 1917:  Zweedse kamp. - 23,0 s
- 1920: 4e in ¼ fin. OS - 22,5 s

### staand hoogspringen
- 1916:  Zweedse kamp. - onbekende prestatie
- 1917:  Zweedse kamp. - onbekende prestatie
- 1918:  Zweedse kamp. - onbekende prestatie
- 1919:  Zweedse kamp. - onbekende prestatie
- 1920:  Zweedse kamp. - onbekende prestatie

### 4 x 100 m
- 1920:  OS - 42,8 s

- Gemeinsame Normdatei: 128969690X
- Virtual International Authority File: 301092012